# Eien no Zero
Eien no Zero (永遠の0?) è un film giapponese del 2013 diretto da Takashi Yamazaki, che ha scritto la sceneggiatura con Tamio Hayashi, basato sull'omonimo romanzo giapponese del 2006 di Naoki Hyakuta.
Il film inizia con una storia ambientata nel 2004. Un uomo giapponese di vent'anni scopre di essere il nipote di un aviatore militare kamikaze morto durante la seconda guerra mondiale. Indaga quindi sulla storia della vita di suo nonno, volendo scoprire perché un uomo apparentemente timido si è offerto volontario per un attacco suicida. La maggior parte del film descrive il servizio militare del nonno.
Eien no Zero è stato rilasciato in Giappone il 21 dicembre 2013 dalla Toho.
Il film ha vinto la 16ª edizione del Far East Film Festival nel 2014 a Udine.

## Trama
Nel 2004, il ventiseienne Kentaro Saeki viene ripetutamente bocciato all'esame nazionale di avvocato ed è incerto sul suo futuro. Un giorno, dopo il funerale di sua nonna, Matsuno, è sorpreso di apprendere da sua madre e sua sorella maggiore Keiko che suo nonno materno Kenichiro non era suo parente di sangue. Keiko e Kentaro iniziano a sentire storie sul loro vero nonno, Kyuzo Miyabe e visitano molti dei suoi ex compagni, che iniziano tutti criticando la sua "timidezza" in battaglia. Durante una conversazione con un vecchio compagno di suo nonno, Izaki, che è in ospedale morente di cancro, Kentaro scopre finalmente il motivo per cui Miyabe è diventato un pilota kamikaze. Izaki parla del suo rapporto con il nonno a Keiko e Kentaro, affermando che solo il "timido" Miyabe gli ha dato la speranza di salvarsi la vita dopo essere stato abbattuto sull'oceano.
Il film inizia con un attacco non specificato verso la fine della guerra del Pacifico, un aereo da combattimento Zero minaccia la flotta del Pacifico degli Stati Uniti tagliando il suo fuoco antiaereo difensivo. Kyuzo Miyabe, il pilota dello Zero, è considerato dai suoi compagni come un codardo, anche se un pilota di caccia eccezionalmente abile, per essere tornato costantemente vivo dalle missioni, spiegando apertamente "Non voglio morire", il risultato di una promessa fatta a sua moglie Matsuno e alla figlia Kiyoko di tornare vivo dalla guerra.
Dopo l'attacco a Pearl Harbor nel 1941, la Marina Imperiale Giapponese avanzò costantemente, solo per essere sconfitta nelle battaglie dalla Battaglia delle Midway e dal Bombardamento di Rabaul in poi. Nonostante la crescente disperazione per la loro situazione, tutti gli uomini di Miyabe dicono di voler morire gloriosamente in battaglia. Tuttavia, li persuade, con il suo esempio semplice e onesto, che vale la pena sopravvivere. Miyabe accetta più volte dure percosse da parte di alti ufficiali indignati per aver espresso queste opinioni, ma si rifiuta di ritrattarle.
Sia Keiko che Kentaro sono ancora perplessi sul motivo per cui il loro nonno - alla fine - si è offerto volontario per un attacco kamikaze. Kentaro, ormai ossessionato dalla ricerca della risposta, passa molto tempo a fare ricerche sulla guerra. A un appuntamento al buio con diversi amici, si infuria quando uno paragona i piloti kamikaze a kamikaze e se ne va. Continua a parlare con il compagno d'armi più reticente e intimidatorio di Miyabe, ora a capo di un gruppo della Yakuza, e trova l'uomo disposto a spiegare la propria storia, che inizia a spiegare questo enigma. Lui e sua sorella apprendono quindi i dettagli e lo svolgimento della promessa tra Miyabe e il loro nonno vivente Kenichiro prima della missione finale. Secondo la moglie, Miyabe ha mantenuto la sua promessa, assicurandosi che molte vite degne non andassero inutilmente perse e fornendo a sua moglie e a suo figlio Kenichiro, che diventa un marito e un padre amorevole.
Un giorno d'estate del 1945, Kyuzo Miyabe sale a bordo di un caccia Zero, ma poi chiede a Kenichiro se può "fare una richiesta egoistica" e cambiare aereo con lui. L'aereo di Kenichiro ha problemi al motore e deve tornare, lasciando Miyabe da solo ad attaccare una portaerei di classe Essex. Il film si conclude con un calmo Miyabe che sta per schiantarsi contro la nave.

## Produzione
Questo film è basato sull'omonimo romanzo di Naoki Hyakuta. Tuttavia, il regista Yamazaki e lo sceneggiatore Tamio Hayashi hanno dovuto modificare la storia originale e rimuovere molti dei personaggi e delle scene del romanzo. Yamazaki ha detto che il team di produzione ha "davvero lottato in fase di sceneggiatura, cercando di estrarre l'essenza del romanzo". Lo stesso Hyakuta non ha espresso alcuna obiezione alla sceneggiatura finale del film.
Per quanto riguarda il casting, Yamazaki ha detto che hanno scelto gli attori "sulla base del fatto che fossero adatti al ruolo, non della loro popolarità". Ha anche detto che la troupe voleva "giovani attori che avessero qualcosa dell'atmosfera di quel tempo". In particolare, Yamazaki ha fatto riferimento a Okada, dicendo che "era estremamente vicino alla nostra immagine di Miyabe". Ha ulteriormente elaborato dicendo che "Nel film il personaggio conosce le arti marziali, quindi Okada ha studiato duramente. Si è appassionato così tanto che è diventato uno shihan". Ha elogiato Okada come un ragazzo "che è davvero scrupoloso quando si concentra su una cosa".
Il film utilizza immagini generate al computer per replicare le scene di bombardamenti e combattimenti aerei, data la limitazione di avere un piccolo numero di caccia Zero in condizioni di volo sopravvissuti fino ai giorni nostri.

## Accoglienza
All'inizio di gennaio 2014, il film aveva incassato 3,21 miliardi di yen (30,8 milioni di dollari) al botteghino giapponese. Al 19 gennaio, aveva incassato 5,17 miliardi di yen (49,45 milioni di dollari). Alla fine di gennaio, aveva incassato 5,89 miliardi di yen (57,3 milioni di dollari). Il film aveva incassato 6,5 miliardi di yen (64,1 milioni di dollari) circa un mese e mezzo dopo la sua uscita. Ha eguagliato l'ultimo record per un film live action giapponese con sette settimane consecutive al numero uno con Hero. Con più di sette settimane nelle sale, aveva incassato 6,98 miliardi di yen. Il film ha guadagnato 8,76 miliardi di yen al botteghino giapponese, diventando il secondo film giapponese di maggior incasso del 2013 nel paese e il terzo film di maggior incasso dell'anno nel paese.
Eien no Zero ha vinto il Gelso d'Oro, il massimo riconoscimento del pubblico, al 16° Far East Film Festival di Udine.
Il film è uscito a Taiwan il 12 settembre 2014.

## Controversie
Eien no Zero è stato criticato per la sua rappresentazione nazionalistica e simpatica dei piloti Kamikaze. Il regista Hayao Miyazaki in un'intervista ha accusato il film di "cercare di creare una storia di caccia Zero basata su un racconto di guerra fittizio che è un mucchio di bugie". Ha aggiunto che questo film era "solo la continuazione di un falso mito" e che aveva "odiato quel genere di cose sin da quando ero un bambino". Kazuyuki Izutsu, il regista del film del 2005 Break Through!, ha detto che il film non aveva "alcuna base nei fatti". Il film ha anche suscitato polemiche tra i vicini del Giappone in particolare la Cina, con un commentatore cinese che avrebbe accusato il film di essere "propaganda per il terrorismo".
Tuttavia, il regista del film, Takashi Yamazaki, ha respinto queste interpretazioni del film, dicendo: "Il film descrive la guerra come una tragedia completa, quindi come si può dire che glorifica la guerra?... Davvero non capisco". Alla fine ha respinto tali critiche, dicendo che "Alla fine, le persone vedono ciò che vogliono vedere. Se pensi fin dall'inizio che 'questo film glorifica la guerra', lo vedrai come un film che glorifica la guerra, qualunque cosa accada". Allo stesso modo, l'autore del libro originale, Naoki Hyakuta, non era d'accordo con questa linea di critica, affermando in un tweet che "Nel mio libro Eien no Zero, mi sono opposto agli attacchi suicidi con determinazione", "Non ho mai visto le guerre in una luce positiva", e il tema del libro era "non permettere che i nostri ricordi di guerra svaniscano". L'autore ha anche aggiunto in un tweet: "Mi dispiace per Eien no Zero. Da un lato dello spettro politico, i nazionalisti giapponesi di destra sostenevano che il libro fosse un plagio ed erano indignati per le sue critiche agli alti funzionari del governo giapponese, mentre dall'altro lato, la sinistra lo criticava come una glorificazione della guerra, Hayao Miyazaki lo rimproverava per invenzione. Sta attirando letteralmente il fuoco da tutte le direzioni".
Eppure il libro e il film sono stati accolti calorosamente dal pubblico giapponese: il film è stato uno dei film di maggior incasso dell'anno in Giappone. In particolare, Shinzō Abe, il primo ministro del Giappone al momento dell'uscita del film, ha dichiarato il suo sostegno a questo film e al libro, dicendo di esserne stato "commosso". Yōko Ono ha anche dedicato un messaggio speciale alla brochure del film, esprimendo il suo consenso al messaggio del film.

## Riconoscimenti
- 2013 - Blue Ribbon Awards
  - Nomination Miglior film
- 2014 - Far East Film Festival
  - Miglior film (Audience Award) a Takashi Yamazaki

## Altri media
Il film è stato pubblicato in DVD e BD in Giappone il 23 luglio 2014.
Dopo l'uscita del film, Hasegawa Models ha rilasciato modelli in scala 1:72 e 1:48 delle A6M2 e A6M5 Zero presenti nel film.